# Joachimisme
 (août 2024).
Le joachimisme, dont les adeptes sont appelés joachimites ou spirituels, est un courant millénariste, considéré comme hétérodoxe, apparu au XIIe siècle chez des franciscains disciples de Joachim de Flore. Il annonce un âge du Saint-Esprit en s'appuyant sur une relecture de l'histoire du salut.

## Inspiration de Joachim de Flore

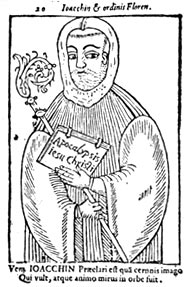
Joachim de Flore.

Le commentaire sur l'Apocalypse de Joachim de Flore divise l'histoire en trois âges. Le premier est l'âge du Père, l'âge de l'Ancien Testament, le deuxième l'âge du Fils, donc le monde du christianisme, et le troisième serait celui du Saint-Esprit. Dans cet âge ultime un nouvel « évangile éternel » serait révélé « accomplissant » et remplaçant l’Église organisée. Après quoi la société serait refondée sur une base utopique d'égalité et de monachisme. Le premier âge est dit avoir duré quarante-deux générations, ainsi que le deuxième. Joachim semblait suggérer que l'ère chrétienne prendrait fin en 1260 avec la venue de l'Antéchrist. Alors surviendrait l'âge utopique.
Initialement, Joachim ne fut pas condamné, et des efforts récents ont même été faits pour sa canonisation, car son enseignement est sujet à différentes interprétations. Selon l'une d'elles, l'âge utopique évoque le Ciel proprement dit, et prendrait place après la Seconde venue du Christ, après l'Antéchrist et la Grande Tribulation. Dire que l’Église ne serait alors plus nécessaire devient acceptable.

## Controverse
En 1215, certaines de ses idées[Lesquelles ?] ont été condamnées par le concile de Latran IV. En outre, ses adeptes[Qui ?] en sont venus à croire que cette nouvelle ère allait commencer avec l'arrivée d'un pape vertueux de l'ordre franciscain. Ils ont considéré que Célestin V, élu en 1294, était ce pape. La démission du souverain pontife, cinq mois à peine après son élection, et sa mort dans les cachots de son successeur Boniface VIII ont été vues comme un signe de la venue de l'Antéchrist. Dans le même temps, ou peu avant[évasif], ils déclarèrent que les écrits de Joachim constituaient en fait l'Évangile éternel, ou en montraient la voie. Les papes étant considérés par eux comme l'Antéchrist et l'Église comme la prostituée de Babylone, l'Église catholique romaine en vint à réprimer ceux qui tenaient de telles assertions.

## Influences
Les idées des joachimites  eurent une influence sur de nombreux mystiques et théologiens ultérieurs, notamment les frères du Libre-Esprit, dont la conception de l'histoire a des ressemblances notables avec celle de Joachim de Flore, les Ranters (en) et l'hérésie des dolciniens puis sur des mouvements protestants comme celui des Shakers.
Au XXe siècle, elles se retrouvent dans le personnalisme de Nicolas Berdiaieff. Plus récemment encore, certains groupes chrétiens New Age, tels que la Congrégation de Mita (en) et le Mouvement du Saint Esprit (en), ont pu s'inspirer du joachimisme. Il est possible, enfin, d'opérer des rapprochements entre ce courant et le marxisme, en particulier sur le concept de dictature du prolétariat.